# Contea di Miaoli
La contea di Miaoli (caratteri cinesi: 苗栗縣; pinyin: Miáolì Xiàn; tongyong pinyin: Miáolì Siàn; Wade-Giles: Miao-li Hsien; POJ: Biâu-le̍k-kōan) è una contea di Taiwan situata nella parte occidentale dell'isola. Il nome miaoli proviene da due paroli della lingua hakka, quella usata per "gatto" (貓) e quella usata per "città" (狸), che foneticamente hanno un suono simile a Pali (Bari), nome di una comunità Taokas. La capitale di contea è la città di Miaoli, conosciuta anche come Città delle Montagne a causa del fatto che è circondata dai monti, che sono inoltre meta di tursisti e alpinisti.
La superficie della contea è di 1.820,315 km², mentre la popolazione ammontava, al 2008, a 560.167 abitanti, per una densità complessiva di 307,73/km².

## Amministrazione

### Capitale
1. Miaoli (苗栗市)

### Città urbane
1. Houlong (後龍鎮)
2. Tongxiao (通霄鎮)
3. Toufen (頭份鎮)
4. Yuanli (苑裡鎮)
5. Zhunan (竹南鎮)
6. Zhuolan (卓蘭鎮)

### Città rurali
1. Dahu (大湖鄉)
2. Gongguan (公館鄉)
3. Nanzhuang (南庄鄉)
4. Sanwan (三灣鄉)
5. Sanyi (三義鄉)
6. Shitan (獅潭鄉)
7. Tai-an (泰安鄉)
8. Tongluo (銅鑼鄉)
9. Touwu (頭屋鄉)
10. Xihu (西湖鄉)
11. Zaoqiao (造橋鄉)